# Scopula pudens
Scopula pudens är en fjärilsart som beskrevs av W. Warren 1905. Scopula pudens ingår i släktet Scopula och familjen mätare. Inga underarter finns listade.